# مانوئل لوسینا
مانوئل لوسینا (انگلیسی: Manuel Lucena؛ زادهٔ ۱۸ نوامبر ۱۹۸۲) بازیکن فوتبال اهل اسپانیا است.
از باشگاه‌هایی که در آن بازی کرده‌است می‌توان به باشگاه فوتبال اسپورتینگ خیخون، باشگاه فوتبال گرانادا، و باشگاه فوتبال میراندس اشاره کرد.